# Capo di Ponte
Capo di Ponte – miejscowość i gmina we Włoszech, w regionie Lombardia, w prowincji Brescia. Jest miastem partnerskim Lublińca.
Według danych na rok 2004 gminę zamieszkiwało 2429 osób, 134,9 os./km².